# 荷花園電信大楼
荷花園電信大楼（英: Lotus Garden China Telecom Building、中: 荷花园电信大楼）は、中華人民共和国湖南省長沙市に所在した超高層建築物である。長沙第二長距離電信ビル（英: Changsha No. 2 Telecom Hinge Building、中: 长沙第二长途电信枢纽大楼）とも称する。軒高189m、鉄塔先端までの高さは218m。環状道路の近くに1997年に着工し、2000年に竣工した。完成時は、長沙市で最も高い建築物であった。中国の大手通信会社「中国電信」の事務所や通信設備などがあった。

## 火災
2022年9月16日午後3時48分（現地時間）ごろ、火災が発生。炎と黒煙に包まれ、外壁が激しく炎上した。消防車36台と消防士280名が出動し、午後4時20分に消し止められた。目撃者によると、1階から出火し上層階に燃え広がったと述べている.。消防当局は、死傷者は出ていないと発表している。